# Maximilien de Berghes
 Maximilien de Berghes (né vers 1512 - mort à Berg-op-Zoom le 29 août 1570) est un ecclésiastique belge qui devient le premier archevêque de Cambrai.

## Biographie
Maximilien de Berghes est le fils de Dismas de Berghes († 1514) et de Marie Laurin. Il appartient à la famille des seigneurs de Walhaim issus de Jean seigneur de Glymes, bâtard du duc Jean III de Brabant, légitimé par Louis IV du Saint-Empire en 1344.
Le 10 septembre 1556 il est désigné comme évêque de Cambrai et confirmé le 18 octobre 1558. Dans le cadre d'une réorganisation territoriale de l'Église catholique destinée à faire face aux progrès de la réforme protestante dans la région, le pape Paul IV par sa bulle pontificale du 12 mai 1559 décide outre la création de 14 nouveaux diocèses dans les Pays-Bas méridionaux que l'église de Cambrai deviendra un archevêché avec comme diocèses suffragants : Arras, Tournai, Namur et Saint-Omer mais qu'elle perdra les archidiaconés de Bruxelles et d'Anvers qui constitueront le diocèse d'Anvers. La mort du souverain pontife ne permet pas la mise en œuvre de sa décision et c'est une bulle de son successeur Pie IV qui confirme l'érection des nouveaux sièges métropolitains. Maximilien de Berghes, comte et évêque de Cambrai, prince du Saint-Empire et comte du Cambrésis ne prend officiellement possession de l'archevêché à Cambrai que le 22 mars ou le 22 mai 1562. Le nouvel archevêque convoque un Concile provincial le 14 juin 1565 qui dure jusqu'au 15 juillet au cours duquel il promulgue les décisions du Concile de Trente, et en octobre 1567 un synode diocésain. Maximilien de Berghes doit faire face à une procédure judiciaire mise en œuvre par l'abbaye de Vaucelles qui conteste la décision pontificale d'union de sa mense abbatiale à celle de l'archevêché. Il ne voit pas la fin du procès car en 1570 il assiste aux préparatifs de la Diète d'Empire mais il meurt le 29 août à Berg-op-Zoom. Son corps est rapporté à Cambrai début septembre et il est inhumé dans le chœur de l'église Notre-Dame le 29 octobre.